# Eppie Wietzes
Egbert "Eppie" Wietzes (Assen, 28 de maio de 1938 — 10 de junho de 2020) foi um ex-automobilista canadense nascido nos Países Baixos que participou do Grande Prêmio do Canadá de Fórmula 1 em 1967 e 1974.

## Biografia
Wietzes foi o primeiro piloto de Safety Car da Fórmula 1, quando o carro foi usado pela primeira vez na categoria no Grande Prêmio do Canadá de 1973. Na oportunidade, ele pilotou um Porsche 914, e ao seu lado, como co-piloto, estava Peter Macintosh, que era um membro da organização.
Eppie Wietzes faleceu de insuficiência cardíaca aos 82 anos, em 10 de junho de 2020.

## Fórmula 1[6]
(Legenda) 
| Ano  | Equipe                | Chassis      | Motor                | 1   | 2   | 3   | 4   | 5   | 6   | 7   | 8         | 9   | 10  | 11  | 12  | 13  | 14        | 15  | Pontos | Posição |
| ---- | --------------------- | ------------ | -------------------- | --- | --- | --- | --- | --- | --- | --- | --------- | --- | --- | --- | --- | --- | --------- | --- | ------ | ------- |
| 1967 | Team Lotus            | Lotus 49     | Ford Cosworth DFV V8 | RSA | MON | NED | BEL | FRA | GBR | GER | CAN DSQ F | ITA | EUA | MEX |     |     |           |     | -      | NC      |
| 1974 | Team Canada F1 Racing | Brabham BT42 | Ford Cosworth DFV V8 | ARG | BRA | RSA | ESP | BEL | MON | SUE | HOL       | FRA | GBR | GER | AUT | ITA | CAN Ret G | EUA | -      | NC      |